# Museu de Saranate
O Museu de Saranate é um museu localizado em Saranate que possui uma rica coleção de esculturas, artefatos e edicífios compreendendo numerosas imagens de Buda e de bodisatvas e outros restos antigos.